# Laurence Merrick
Laurence Merrick  (* 22. April 1926; † 26. Januar 1977 in Los Angeles, Kalifornien) war ein amerikanischer Filmregisseur und Autor. Er ist vor allem dafür bekannt, dass er 1973 zusammen mit Robert Hendrickson den für den Oscar nominierten Dokumentarfilm Manson drehte.

## Leben
Sharon Tate, eines der Opfer der Manson-Morde, war eine ehemalige Schülerin von Merricks Academy of Dramatic Arts. Seine spätere Firma war Merrick Studios, 870 N. Vine St. in Hollywood. Es handelte sich um eine preisgünstige Schauspielschule, an der mehrere Studenten mit Hilfe der GI Bill studierten. Merrick wurde am 26. Januar 1977 von einem bewaffneten Mann auf dem Parkplatz seiner Schauspielschule von hinten erschossen. Der Mord an ihm blieb über vier Jahre lang ungeklärt, bis im Oktober 1981 der 35-jährige Dennis Mignano aus San Jose, Kalifornien, bei der Polizei ein Geständnis ablegte. Im anschließenden Prozess wurde Mignano wegen Unzurechnungsfähigkeit für nicht schuldfähig erklärt und in eine psychiatrische Klinik eingewiesen. Mignano, ein arbeitsloser Möchtegern-Schauspieler und Sänger mit einer langen Geschichte psychiatrischer Probleme, behauptete, er habe an Merricks Schule vorgesprochen und sei während des Vorsprechens mit schwarzer Magie verhext worden, was später zu seinen psychiatrischen Problemen beigetragen habe.